# Lepidochrysops phasma
Lepidochrysops phasma är en fjärilsart som beskrevs av Butler 1901. Lepidochrysops phasma ingår i släktet Lepidochrysops och familjen juvelvingar. Inga underarter finns listade i Catalogue of Life.